# جون إدوارد تايلر
جون إدوارد تايلر (بالإنجليزية: John Edward Taylor)‏ (و. 1791 – 1844 م) هو محرر من المملكة المتحدة .
توفي عن عمر يناهز 53 عاماً.

## مناصب وهيئات
أدار الغارديان (1861–1872).